# Jean Piot (fäktare)
Jean Piot, född 10 maj 1890 i Saint-Quentin, död 15 december 1961 i La Sauvetat, var en fransk fäktare.
Piot blev olympisk guldmedaljör i värja och i florett vid sommarspelen 1932 i Los Angeles.